# Kronologija rata (1989.-1998.)
Kronologija rata (1989. – 1998.): Agresija na Hrvatsku i Bosnu i Hercegovinu (s naglaskom na stradanja Hrvata u BiH) je dokumentarno-publicističko djelo. Najvećim je dijelom nastalo obradom tekstova novinara i fotoreportera Večernjeg lista - u to vrijeme najčitanijeg dnevnog lista u Hrvatskoj.
U knjizi je 1.800 ratnih dokumentarnih fotografija sa svih hrvatskih bojišta, brojne zorne kartografske i statističke prikaze ratnih djelovanja te pregledno ispisani indeks najvažnijih događaja hrvatske političke borbe za nezavisnost kao i hrvatske oružane obrane u Domovinskom ratu koji su sažeti u svega 3.240 natuknica. Te su natuknice raspoređene uz rub svake stranice i čitatelju olakšavaju iščitavanje činjenične građe, po nadnevcima ili godinama te i omogućuju brzo pretraživanje željenog podatka iz najnovije hrvatske društvene i političke zbilje ažurno zabilježene u dnevnom tisku.